# Promachocrinus fragarius
Promachocrinus fragarius є одним з чотирьох видів морських лілій, відкритих у 2023 році.

## Oпис
Команда, яка виявила цей вид, сказала, що його назвали «антарктичною полуничною зіркою» через «схожість його тіла на полуницю». Її колір може коливатися від фіолетового до темно-червонуватого, вона описується як «десять променів» і «двадцять рук».

## Поширення та середовища проживання
P. fragarius трапляється у водах Антарктиди на глибині від 65 м до 1170 м. Типова місцевість знаходиться на Південних Сандвічевих островах.